# 파스티나

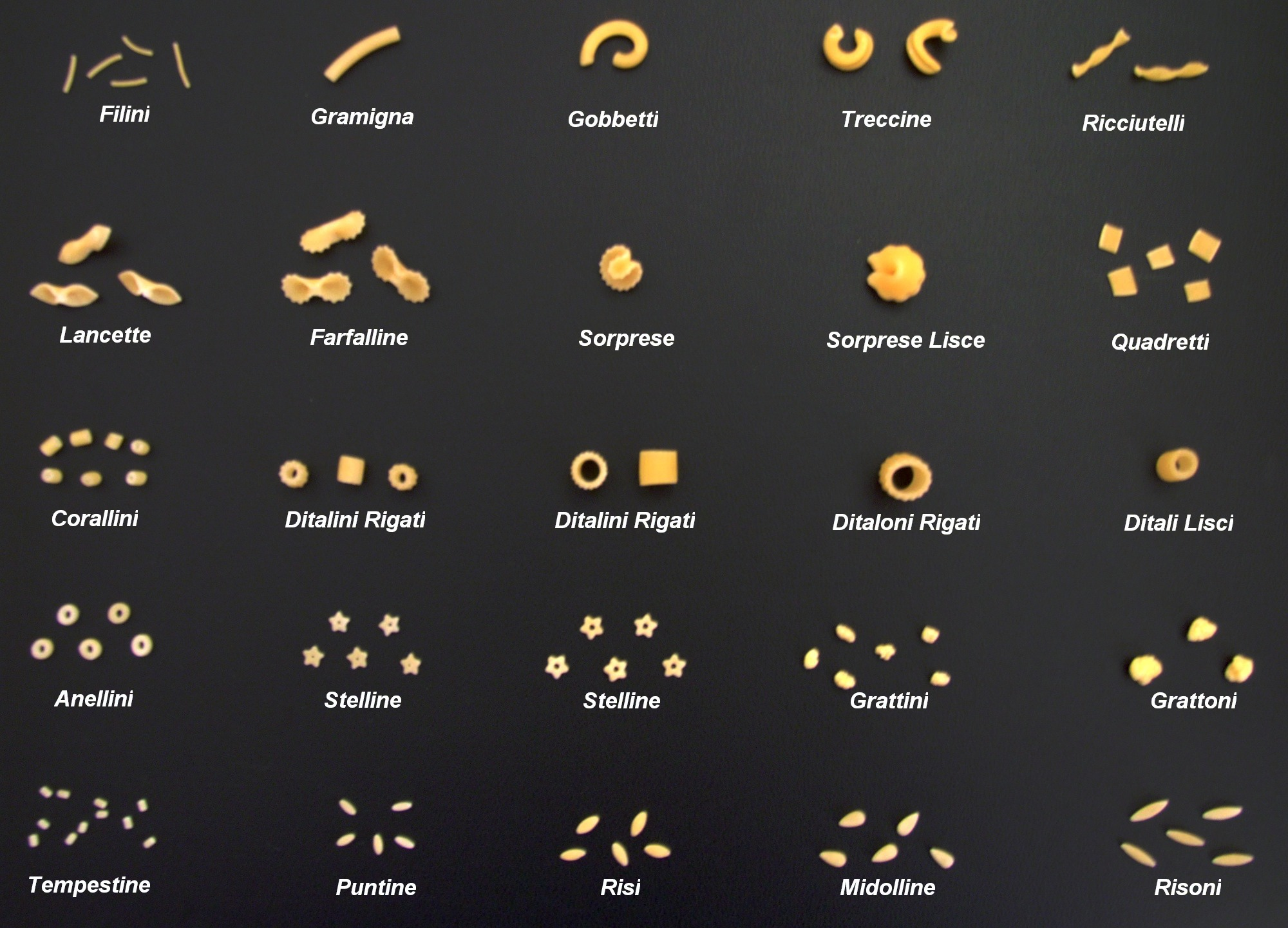
4번째 열에 나온 파스티나의 종류들: 아넬리니, 스텔리네, 그라티니 등.

파스티나는 파스타의 일종으로 면의 크기가 아주 작으며 형태가 다양하다. 현재 생산되는 것으로는 가장 작은 파스타면이다. 밀가루로 만들며 달걀을 반죽에 포함하기도 한다.
보통 파스티나 면을 사용한 요리는 수프와 함께 먹으며, 특히 아이들이 많이 먹는다.
파스티나는 이탈리아어로 작은 파스타라는 뜻이다.

## 종류
- 그라티니(gratini)
- 디탈리(ditali)
- 만프리골리(manfrigoli)
- 스텔리네(stelline)
- 아치니 디 페페(acini di pepe)
- 오르조(orzo)
- 프레굴라(frègula)
- 파테르노스티니 리가티 : 작은 원통 모양으로 겉에 잔무늬가 있고 크기가 크지 않아 수프를 끓일 때 자주 사용되고 콩과 같이 요리하는 메뉴에도 잘 어울린다.[1][2] 직사광선을 받지 않는 실온에서 보관한다.[1][2]
- 풍게티 : 작은 버섯 모양의 쇼트 파스타.[1][2] 크기가 작아 일반적인 파스타보다는 수프나 샐러드의 재료로 사용된다.[1][2]
- 로즈마리노 : 튜브 모양이 펜네와 유사하지만 크기가 작고 가늘다.[1][2] 풍게티와 마찬가지로 일반적인 파스타보다 오븐에서 구워내는 파스타나 수프, 샐러드의 재료로 많이 사용된다.[1][2]

## 같이 보기
- 오르조
- 셰흐리예